# Myrtletown (Kalifornija)
Myrtletown je naseljeno područje za statističke svrhe u američkoj saveznoj državi Kalifornija. Prema popisu stanovništva iz 2010. u njemu je živjelo 4.675 stanovnika.